# Saint-Philbert-de-Grand-Lieu

Saint-Philbert-de-Grand-Lieu este o comună în departamentul Loire-Atlantique, Franța. În 2009 avea o populație de 7,806 de locuitori.